# Eumolpus
Eumolpus — род жуков семейства листоедов.

## Описание
Передний край эпистерн переднегруди дуговидный. Пигидий со срединной бороздкой. Тело продолговатое.

## Систематика
В составе рода:
- Eumolpus asclepiadeus (Pallas, 1776)
- Eumolpus robustus (Horn, 1885)